# Tempelj Kasthamandap
Kasthamandap (sanskrt: काष्ठमन्डपप, Nepal Bhasa: मरु सत: Maru Satta: dobesedno 'Leseno pokrito zatočišče') je bilo tri nadstropno javno zavetje, ki je vključevalo svetišče, posvečeno Gorakshanathu in je stalo v zgodovinski soseski Maru, Katmandu, Nepal . Veličasten tempelj Kasthamandap (Kastha - 'les', mandap - 'paviljon') je bil ena najstarejših in najbolj presenetljivih stavb v Katmanduju. Stavba je bila ohranjen relikt iz preteklosti in dokaz, da je nepalski arhitekturni slog star stoletja. 
Legenda pravi, da je bil leseni tempelj Kasthamandap, znan tudi kot Maru Satal, zgrajen iz enega samega drevesa Sal. Salovo drevo, ki izvira iz južnoazijske regije, ima posebej trd les, dober za dolgotrajne strukture. Kasthamandap ni imel kovinskih žebljev, ki bi ga držali skupaj.
Tempelj je bil, tako kot mnoge druge stavbe na Katmandujskem kraljevem trgu, zgrajen v tradicionalnem slogu pagode, arhitekturni zasnovi, ki je pogosto sinonim za religijo v južni in jugovzhodni Aziji. Vsaka od treh stopenj strehe je bila natančno prekrita z zbledelimi ploščicami iz terakote. Stavba je obdana z veličastno, izrezljano leseno ograjo, mojstrovino lesenega rezbarjenja v Nepalu iz 16. stoletja.

## Potres leta 2015 in kasnejša izkopavanja
25. aprila 2015 je bil tempelj Kasthamandap skupaj s številnimi drugimi stavbami na Katmandujskem kraljevem trgu poškodovan in porušen. Potres aprila 2015 je bil ocenjen na 7,9 (Mw) .
Med izkopavanji so bili iz stebra templja Kasthamandap najdeni napisi na bakreni plošči, ki omenjajo Jayasthithi Malla, Jyotir Malla in Yogmati Bhattarika . V rokopisih datiranih v Nepal Sambat 499, 454 in 543 (ali 1288, 1243, 1332 n. št.) je zapisano, da mora oseba, odgovorna za delovanje Pachali Bhairav Jatra, organizirati festival po posebnih predpisih .

## Stanje danes
Z nedavnimi arheološkimi najdbami je bilo rešenih več mitov in zgodb o datumu izgradnje templja Kasthamandap. Nedavno odkriti predmeti med izkopavanjem po potresu leta 2015 so pokazali, da je bil Kasthamandap zgrajen v 7. stoletju v času Lichhavidov. 
Pred tem se je predpostavljalo, da je bil Kasthamandap zgrajen okrog 12. stoletja.
Skupina mednarodnih in narodnih strokovnjakov iz Oddelka za arheologijo, vlade Nepala in Durhamske univerze je izkopavala pod Kasthamandapom in v temeljih našla premog in pesek. Temeljno zemljo, premog in pesek so vzeli na Univerzo v Stirlingu na Škotskem za teste ogljika in optično stimulirane luminiscence. Skoraj sedem mesecev laboratorijskih testov je pokazalo, da je bil tempelj Kasthamandap zgrajen v 7. stoletju, je povedal Ram Kunwar, tiskovni predstavnik na Oddelku za arheologijo. 
Višji arheolog Kosh Prasad Acharya, ki je sodeloval v ekipi, ki so jo vodili strokovnjaki z univerze Durham je dejal, da je rezultat laboratorijskega testa premoga, ki so ga odkrili med izkopavanjem, dokazal, da je star 2200 let in da je bilo pred tem tukaj kmetijsko zemljišče.
Skupina zdaj opravlja izkopavanja Kasthamandapa s finančno in tehnološko podporo National Geographic Society in Art and Humanities Research Council.
Pravijo, da je bil Kasthamandap zgrajen iz lesa enega samega drevesa. Prav tako se izvajajo znanstveni preizkusi vzorca lesa, da se ugotovi ali je tako.
Ugotovljeno je bilo, da ni bilo napake pri gradnji temeljev Kasthamandapa, vendar je bila v procesu gradnje nad njimi odkrita napaka.
Med štirimi stebri je bil eden zgrajen malomarno, kar je povzročilo uničenje Kasthamandapa v potresu, so povedali strokovnjaki.
Temeljenje objekta je bilo močno zgrajena po tradicionalnih metodah. Med čiščenjem ruševin je bilo več škode povzročeno z uporabo buldožerjev.